# 火野正平
火野正平（ひの しょうへい，1949年5月30日—2024年11月14日），日本演員、歌手，本名二瓶康一，東京都目黑區出生。붕어함

## 經歷
火野正平出生於東京、中学・高校時代則在大阪度過。 
12歳時加入『劇団こまどり』。
1962年，火野正平在富士電視台電視劇『少年偵探團』出道。
1973年、他在NHK指示下改名為「火野正平」、這個藝名也是作家池波正太郎給的、並以「火野正平」名義在NHK大河劇『國盜物語』中演出羽柴秀吉。
1974年、火野正平在舛田利雄執導電影『俺の血は他人の血』演出、也是首次參加電影演出。
2011年開始，火野正平主持NHK BS Premium的『にっぽん縦断 こころ旅』節目，騎單車在日本旅行。
2012年、火野正平在電影《日落真相》中飾演東條英機。
2019年、火野正平參加『釣りバカ日誌～新米社員 浜崎伝助～瀬戸内海で大漁! 結婚式大パニック編』演出、與濱田岳初共演。
2021年、火野正平榮獲第30回日本映画批評家大賞水野晴郎賞。

## 出演

### 動畫電影
- 你想活出怎樣的人生（2023年） - 飾演 大伯父[9]

## 外部連結
- シーズ・マネージメント 俳優詳細紹介 火野正平 （页面存档备份，存于）
- 火野正平 - allcinema
- 火野正平 - KINENOTE
- Shôhei Hino在互联网电影资料库（IMDb）上的資料（英文）
- 火野正平サイト☆かまゐます （页面存档备份，存于）